# Playoffs NBA 2001
Navigation
Édition précédente Édition suivante
Les playoffs NBA 2001 sont les séries éliminatoires (en anglais, playoffs) de la saison NBA 2000-2001.
Les Lakers de Los Angeles battent en finale les 76ers de Philadelphie.

## Fonctionnement
Au premier tour, l'équipe classée numéro 1 affronte l'équipe classée numéro 8, la numéro 2 la 7, la 3 la 6 et la 4 la 5. En demi-finale de conférence, l'équipe vainqueur de la série entre la numéro 1 et la numéro 8 rencontre l'équipe vainqueur de la série entre la numéro 4 et la numéro 5, et l'équipe vainqueur de la série entre la numéro 2 et la numéro 7 rencontre l'équipe vainqueur de la série entre la numéro 3 et la numéro 6. Les vainqueurs des demi-finales de conférence s'affrontent en finale de conférence. Les deux équipes ayant remporté la finale de leur conférence respective (Est ou Ouest) sont nommées championnes de conférence et se rencontrent ensuite pour une série déterminant le champion NBA.
Chaque série de playoffs se déroule au meilleur des 7 matches, sauf le premier tour qui se joue au meilleur des 5 matches.

## Classements de la saison régulière
| Champion de division | Qualifié pour les playoffs | Non qualifié pour les playoffs |

| Conférence Est | Conférence Est         | Conférence Est | Conférence Est | Conférence Est |
| No             | Franchise              | Vic.           | Déf.           | PCT            |
| -------------- | ---------------------- | -------------- | -------------- | -------------- |
| 1              | 76ers de Philadelphie  | 56             | 26             | 68.3           |
| 2              | Bucks de Milwaukee     | 52             | 30             | 63.4           |
| 3              | Heat de Miami          | 50             | 32             | 61.0           |
| 4              | Knicks de New York     | 48             | 34             | 58.5           |
| 5              | Raptors de Toronto     | 47             | 35             | 57.3           |
| 6              | Hornets de Charlotte   | 46             | 36             | 56.1           |
| 7              | Magic d'Orlando        | 43             | 39             | 52.4           |
| 8              | Pacers de l'Indiana    | 41             | 41             | 50.0           |
|                |                        |                |                |                |
| 9              | Celtics de Boston      | 36             | 46             | 43.9           |
| 10             | Pistons de Détroit     | 32             | 50             | 39.0           |
| 11             | Cavaliers de Cleveland | 30             | 52             | 36.6           |
| 12             | Nets du New Jersey     | 26             | 56             | 31.7           |
| 13             | Hawks d'Atlanta        | 25             | 57             | 30.5           |
| 14             | Wizards de Washington  | 19             | 63             | 23.2           |
| 15             | Bulls de Chicago       | 15             | 67             | 18.3           |

| Conférence Ouest | Conférence Ouest          | Conférence Ouest | Conférence Ouest | Conférence Ouest |
| No               | Franchise                 | Vic.             | Déf.             | PCT              |
| ---------------- | ------------------------- | ---------------- | ---------------- | ---------------- |
| 1                | Spurs de San Antonio      | 58               | 24               | 70.7             |
| 2                | Lakers de Los Angeles C   | 56               | 26               | 68.3             |
| 3                | Kings de Sacramento       | 55               | 27               | 67.1             |
| 4                | Jazz de l'Utah            | 53               | 29               | 64.6             |
| 5                | Mavericks de Dallas       | 53               | 29               | 64.6             |
| 6                | Suns de Phoenix           | 51               | 31               | 62.2             |
| 7                | Trail Blazers de Portland | 50               | 32               | 61.0             |
| 8                | Timberwolves du Minnesota | 47               | 35               | 57.3             |
|                  |                           |                  |                  |                  |
| 9                | Rockets de Houston        | 45               | 37               | 54.9             |
| 10               | Supersonics de Seattle    | 44               | 38               | 53.7             |
| 11               | Nuggets de Denver         | 40               | 42               | 48.8             |
| 12               | Clippers de Los Angeles   | 31               | 51               | 37.8             |
| 13               | Grizzlies de Vancouver    | 23               | 59               | 28.0             |
| 14               | Warriors de Golden State  | 17               | 65               | 20.7             |

C - Champions NBA

## Tableau
|  | 1er tour         | 1er tour                  | 1er tour              |   |                       | Demi-finales de Conférence | Demi-finales de Conférence | Demi-finales de Conférence |  |   | Finales de Conférence | Finales de Conférence | Finales de Conférence |  |    | Finales NBA           | Finales NBA | Finales NBA |
|  |                  |                           |                       |   |                       |                            |                            |                            |  |   |                       |                       |                       |  |    |                       |             |             |
|  | 1                | 76ers de Philadelphie     | 3                     |   |                       |                            |                            |                            |  |   |                       |                       |                       |  |    |                       |             |             |
|  | 8                | Pacers de l'Indiana       | 1                     |   |                       |                            |                            |                            |  |   |                       |                       |                       |  |    |                       |             |             |
|  | 8                | Pacers de l'Indiana       | 1                     |   | 1                     | 76ers de Philadelphie      | 4                          |                            |  |   |                       |                       |                       |  |    |                       |             |             |
|  |                  |                           |                       |   | 1                     | 76ers de Philadelphie      | 4                          |                            |  |   |                       |                       |                       |  |    |                       |             |             |
|  |                  | 5                         | Raptors de Toronto    | 3 |                       |                            |                            |                            |  |   |                       |                       |                       |  |    |                       |             |             |
|  | 4                | 5                         | Raptors de Toronto    | 3 | Knicks de New York    | 2                          |                            |                            |  |   |                       |                       |                       |  |    |                       |             |             |
|  | 4                |                           |                       |   | Knicks de New York    | 2                          |                            |                            |  |   |                       |                       |                       |  |    |                       |             |             |
|  | 5                | Raptors de Toronto        | 3                     |   |                       |                            |                            |                            |  |   |                       |                       |                       |  |    |                       |             |             |
|  | 5                | Raptors de Toronto        | 3                     |   |                       |                            |                            |                            |  | 1 | 76ers de Philadelphie | 4                     |                       |  |    |                       |             |             |
|  | Conférence Est   |                           |                       |   |                       |                            |                            |                            |  | 1 | 76ers de Philadelphie | 4                     |                       |  |    |                       |             |             |
|  |                  | 2                         | Bucks de Milwaukee    | 3 |                       |                            |                            |                            |  |   |                       |                       |                       |  |    |                       |             |             |
|  | 3                | 2                         | Bucks de Milwaukee    | 3 | Heat de Miami         | 0                          |                            |                            |  |   |                       |                       |                       |  |    |                       |             |             |
|  | 3                |                           |                       |   | Heat de Miami         | 0                          |                            |                            |  |   |                       |                       |                       |  |    |                       |             |             |
|  | 6                | Hornets de Charlotte      | 3                     |   |                       |                            |                            |                            |  |   |                       |                       |                       |  |    |                       |             |             |
|  | 6                | Hornets de Charlotte      | 3                     |   | 6                     | Hornets de Charlotte       | 3                          |                            |  |   |                       |                       |                       |  |    |                       |             |             |
|  |                  |                           |                       |   | 6                     | Hornets de Charlotte       | 3                          |                            |  |   |                       |                       |                       |  |    |                       |             |             |
|  |                  | 2                         | Bucks de Milwaukee    | 4 |                       |                            |                            |                            |  |   |                       |                       |                       |  |    |                       |             |             |
|  | 2                | 2                         | Bucks de Milwaukee    | 4 | Bucks de Milwaukee    | 3                          |                            |                            |  |   |                       |                       |                       |  |    |                       |             |             |
|  | 2                |                           |                       |   | Bucks de Milwaukee    | 3                          |                            |                            |  |   |                       |                       |                       |  |    |                       |             |             |
|  | 7                | Magic d'Orlando           | 1                     |   |                       |                            |                            |                            |  |   |                       |                       |                       |  |    |                       |             |             |
|  | 7                | Magic d'Orlando           | 1                     |   |                       |                            |                            |                            |  |   |                       |                       |                       |  | E1 | 76ers de Philadelphie | 1           |             |
|  |                  |                           |                       |   |                       |                            |                            |                            |  |   |                       |                       |                       |  | E1 | 76ers de Philadelphie | 1           |             |
|  |                  | W2                        | Lakers de Los Angeles | 4 |                       |                            |                            |                            |  |   |                       |                       |                       |  |    |                       |             |             |
|  | 1                | W2                        | Lakers de Los Angeles | 4 | Spurs de San Antonio  | 3                          |                            |                            |  |   |                       |                       |                       |  |    |                       |             |             |
|  | 1                |                           |                       |   | Spurs de San Antonio  | 3                          |                            |                            |  |   |                       |                       |                       |  |    |                       |             |             |
|  | 8                | Timberwolves du Minnesota | 1                     |   |                       |                            |                            |                            |  |   |                       |                       |                       |  |    |                       |             |             |
|  | 8                | Timberwolves du Minnesota | 1                     |   | 1                     | Spurs de San Antonio       | 4                          |                            |  |   |                       |                       |                       |  |    |                       |             |             |
|  |                  |                           |                       |   | 1                     | Spurs de San Antonio       | 4                          |                            |  |   |                       |                       |                       |  |    |                       |             |             |
|  |                  | 5                         | Mavericks de Dallas   | 1 |                       |                            |                            |                            |  |   |                       |                       |                       |  |    |                       |             |             |
|  | 4                | 5                         | Mavericks de Dallas   | 1 | Jazz de l'Utah        | 2                          |                            |                            |  |   |                       |                       |                       |  |    |                       |             |             |
|  | 4                |                           |                       |   | Jazz de l'Utah        | 2                          |                            |                            |  |   |                       |                       |                       |  |    |                       |             |             |
|  | 5                | Mavericks de Dallas       | 3                     |   |                       |                            |                            |                            |  |   |                       |                       |                       |  |    |                       |             |             |
|  | 5                | Mavericks de Dallas       | 3                     |   |                       |                            |                            |                            |  | 1 | Spurs de San Antonio  | 0                     |                       |  |    |                       |             |             |
|  | Conférence Ouest |                           |                       |   |                       |                            |                            |                            |  | 1 | Spurs de San Antonio  | 0                     |                       |  |    |                       |             |             |
|  |                  | 2                         | Lakers de Los Angeles | 4 |                       |                            |                            |                            |  |   |                       |                       |                       |  |    |                       |             |             |
|  | 3                | 2                         | Lakers de Los Angeles | 4 | Kings de Sacramento   | 3                          |                            |                            |  |   |                       |                       |                       |  |    |                       |             |             |
|  | 3                |                           |                       |   | Kings de Sacramento   | 3                          |                            |                            |  |   |                       |                       |                       |  |    |                       |             |             |
|  | 6                | Suns de Phoenix           | 1                     |   |                       |                            |                            |                            |  |   |                       |                       |                       |  |    |                       |             |             |
|  | 6                | Suns de Phoenix           | 1                     |   | 3                     | Kings de Sacramento        | 0                          |                            |  |   |                       |                       |                       |  |    |                       |             |             |
|  |                  |                           |                       |   | 3                     | Kings de Sacramento        | 0                          |                            |  |   |                       |                       |                       |  |    |                       |             |             |
|  |                  | 2                         | Lakers de Los Angeles | 4 |                       |                            |                            |                            |  |   |                       |                       |                       |  |    |                       |             |             |
|  | 2                | 2                         | Lakers de Los Angeles | 4 | Lakers de Los Angeles | 3                          |                            |                            |  |   |                       |                       |                       |  |    |                       |             |             |
|  | 2                |                           |                       |   | Lakers de Los Angeles | 3                          |                            |                            |  |   |                       |                       |                       |  |    |                       |             |             |
|  | 7                | Trail Blazers de Portland | 0                     |   |                       |                            |                            |                            |  |   |                       |                       |                       |  |    |                       |             |             |

## Faits marquants
Les Lakers de Los Angeles sont champions NBA après un parcours presque parfait : après avoir infligé un sweep à tous les adversaires de leur conférence, ils battent en finale les 76ers de Philadelphie sur le score de 4 victoires à 1.
Leur bilan sur l'ensemble des playoffs est de quinze victoires pour une seule défaite, bilan encore inégalé dans l'histoire des playoffs NBA sous le format 5-7-7-7.
De plus, ils réalisent une série de 11 victoires d'affilée dans cette édition des playoffs : c'est la troisième meilleure série à ce jour. Leur seule et unique défaite de ces playoffs NBA est causé par The Answer, Allen Iverson.